# Vassviksberget
Vassviksberget är ett naturreservat i Ydre kommun i Östergötlands län.
Reservatet är en västbrant ned mot sjön Sommen med gammal tallskog. Vissa av tallarna är omkring 300 år gamla. Området höjer sig ca 60 meter över Sommens yta. Från berget har man utsikt över sjön och bygden kring Norra Vi kyrka.
Östgötaleden passerar området. 